# Príncipe Regente de Brasil
El Príncipe Regente de Brasil era el título del heredero legítimo del trono del Reino del Brasil, uno de los estados constituyentes del Reino Unido de Portugal, Brasil y Algarves entre 1816 a 1825, que se hacía cargo del poder por motivos que imposibilitaban el mandato del rey legítimo.

## Juan VI
Juan María de Braganza fue nombrado Príncipe Regente del Reino del Brasil debido a la locura de su madre, la reina María I, imposibilitada de gobernar. Recibió este título por poco tiempo (en el momento de la elevación del entonces Estado de Brasil al reino unido con Portugal), hasta la muerte de María I, apodada "la loca". Con su muerte, Juan VI recibió el título de Rey del Reino Unido de Portugal, Brasil y Algarve.
Con la presencia de la corte, tanto en Portugal como en Brasil, los bancos, oficinas y otras cosas públicas no podría cerrar, dificultando la recolonización, además de eso, la mayoría del pueblo no aceptaría volver "del vino para el agua".

## Pedro I
Pedro de Alcântara de Braganza, Príncipe Real del Reino Unido de Portugal, Brasil y Algarves, fue nombrado Príncipe Regente del Reino de Brasil debido a la partida de su padre, Juan VI, hacia Portugal. De esa manera, recibió el título de Príncipe Regente de Brasil, situación que acabó con la proclamación de independencia brasileña en 1822. La fecha oficial del final del título es 1825, con la consolidación de la independencia brasileña, con el Tratado de Río de Janeiro.